# Makov (Slowakei)
Makov (ungarisch Trencsénmakó – älter auch Makó, polnisch Maków) ist eine Gemeinde in der Nordwestslowakei.

## Geographie
Der Ort liegt im Kysuca-Tal zwischen dem Javorník-Gebirge (Javorníky) und der Turzovská vrchovina, nur 5 km von der Grenze zu Tschechien, 20 km von Bytča und 26 km von Čadca entfernt.
Makov befindet sich auf einer Höhe zwischen 580 m and 1000 m. Der höchste Berg der Umgebung ist der Veľký Javorník mit 1071 m.

## = Bevölkerung
| Jahr                | 1994 | 2004    | 2014    | 2024    |
| ------------------- | ---- | ------- | ------- | ------- |
| Anzahl der Personen | 1974 | 1905    | 1769    | 1662    |
| Unterschied         |      | −3,49 % | −7,13 % | −6,04 % |

| Jahr                | 2023 | 2024    |
| ------------------- | ---- | ------- |
| Anzahl der Personen | 1678 | 1662    |
| Unterschied         |      | −0,95 % |

=
Über 90 % der Bevölkerung sind katholisch.

## Geschichte
Eine Siedlung Viszoka-Makov wurde bereits 1720 urkundlich erwähnt. Die heutige Gemeinde entstand 1895 durch Ausgliederung von sieben in der Gemeinde Vysoká nad Kysucou vereinigten Dörfern.

## Sehenswürdigkeiten
- St. Peters und Pauls Pfarrkirche (1803 im klassizistischen Stil)
- römisch-katholisches Pfarramt

## Wirtschaft und Verkehr
Wichtigster Wirtschaftszweig ist der Fremdenverkehr, vor allem der Wintersport. Daneben gibt es etliche Radwege und Wanderwege.
Der Bahnhof ist Endstation der Bahnstrecke Čadca–Makov (Kursbuchnr. 128). Der regionale Busverkehr wird durch den SAD Žilina betrieben.
Durch den Ort führt die Europastraße 442 auf der  I/18 vom Makov-Pass (Makovský průsmyk) weiter nach Großbitsch, von der die Straße II/487 über Turzovka nach Čadca abzweigt.

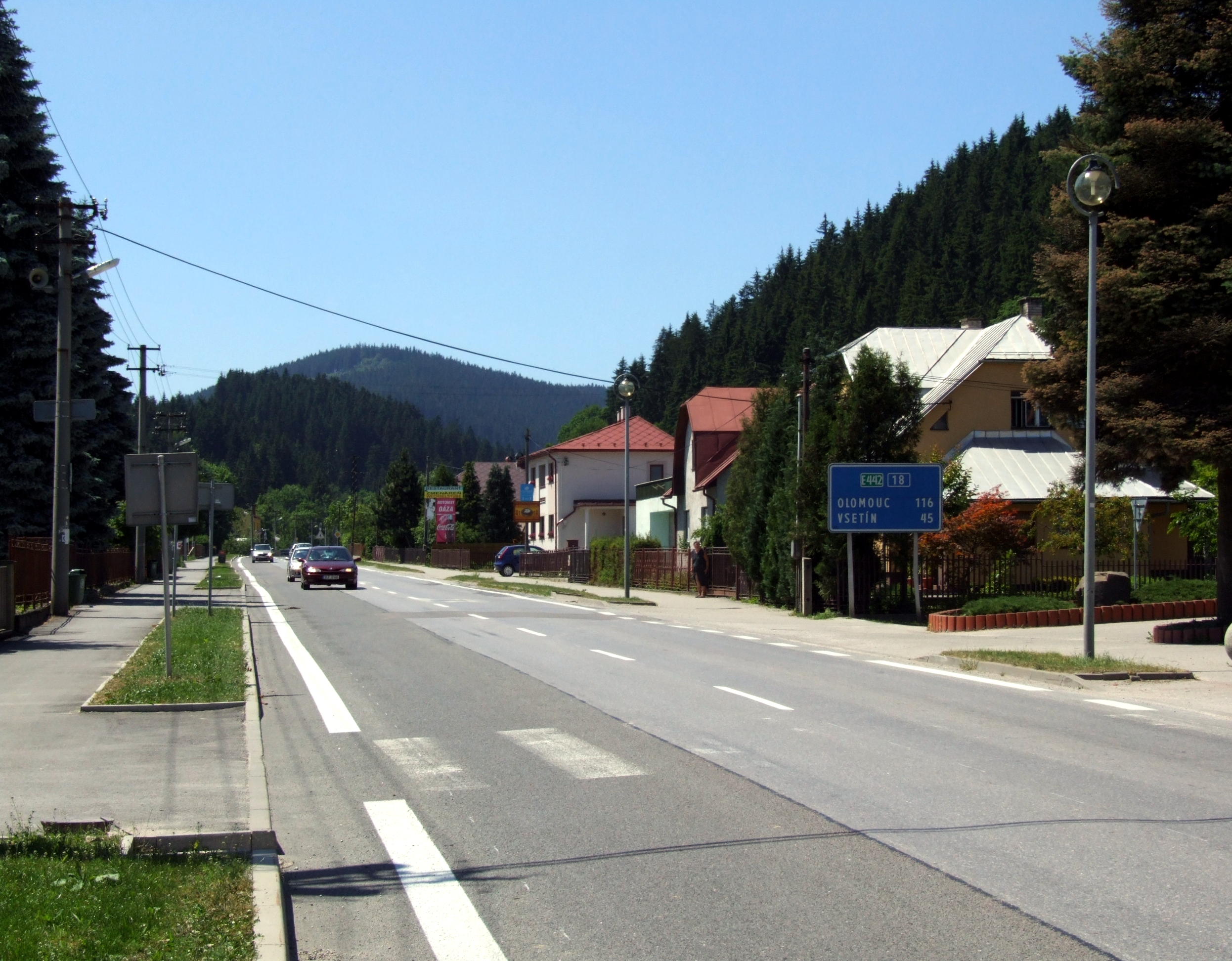
Makov - Hauptstrasse